# Idioma carolino
El idioma carolino (carolinu) es una lengua malayo-polinesia hablada en Islas Marianas del Norte y en los Estados Federados de Micronesia.

## Oficialidad
El carolino es oficial con el inglés y el chamorro en Islas Marianas del norte. A pesar de su condición de lengua nacional, el inglés continúa siendo la lengua principal en los medios escritos.
- Datos: Q28427